# Plumeria
Genre
Classification phylogénétique
Plumeria, également nommé frangipanier, est un genre de plante à fleurs de la famille des Apocynaceae. Ce sont principalement des buissons et des arbres feuillus originaires des régions tropicales et subtropicales d'Amérique et acclimaté en Asie et en Afrique.

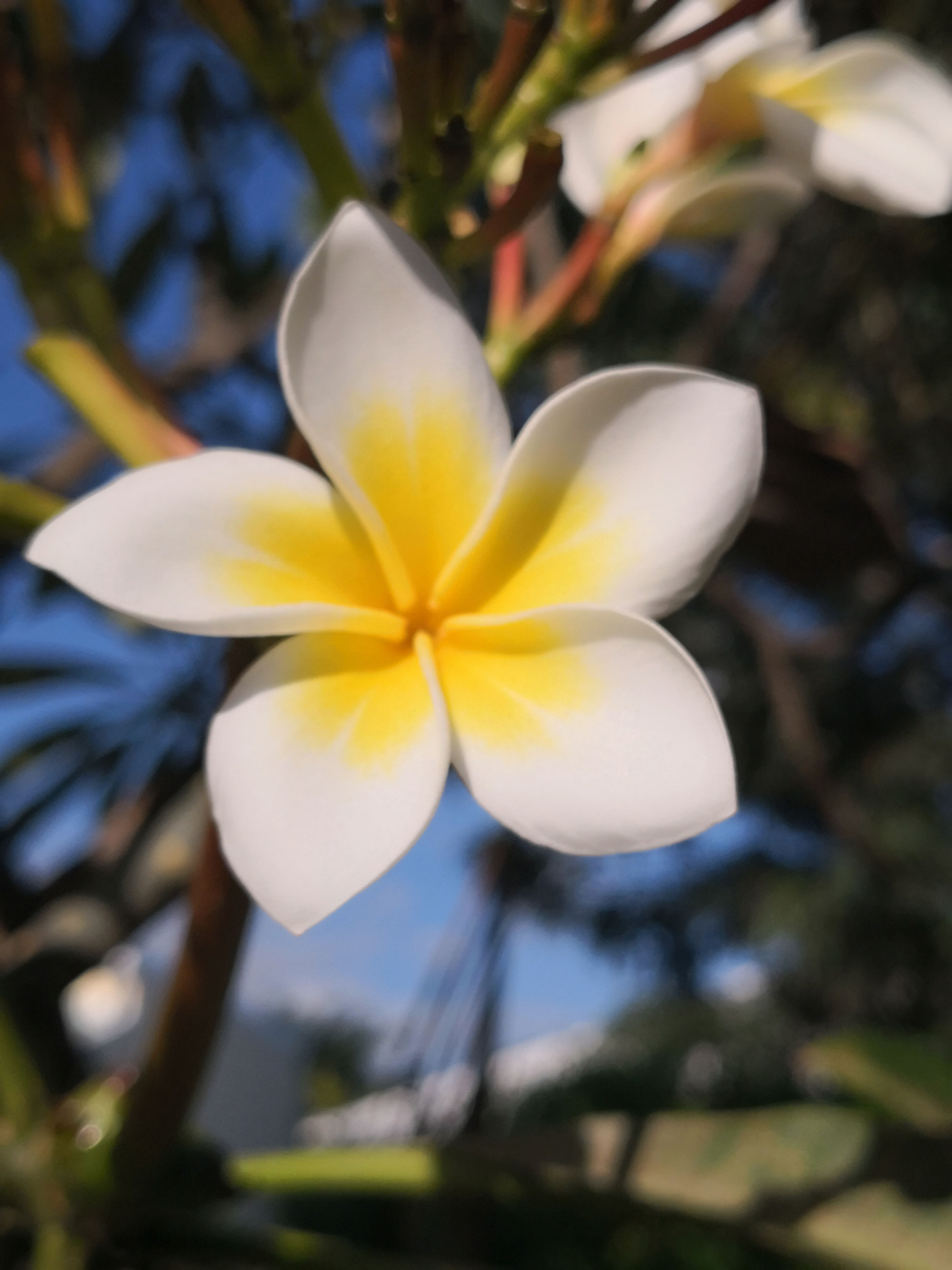
Les fleurs de frangipanier servent à décorer les cimetières à la Réunion.

## Étymologie Plumeria et frangipanier
Le genre, à l'origine orthographié plumiera, fut nommé en l'honneur du botaniste français du XVIIe siècle Charles Plumier.
Le nom commun « frangipanier » vient de celui d'un marquis italien du XVIe siècle, Muzio Frangipani, qui avait créé un parfum à base d’amande pour les gants. Le parfum des fleurs de frangipanier aurait rappelé celui de ses gants parfumés. Plus tard, ce nom a été attribué à des préparations à base d’amande (la frangipane de la galette des rois par exemple).

## Description
Le frangipanier est un arbuste d'une hauteur de 3 à 5 mètres (parfois jusqu'à 10 mètres de haut). Son tronc noueux se divise en branches courtes, tortueuses et épaisses. Son écorce est grise et semble écailleuse.
Les différentes variétés de plumeria donnent des fleurs parfumées à cinq pétales de différentes nuances de jaune, rose ou blanc.
Il faut noter que lorsque l'on coupe des rameaux, le frangipanier a une sève laiteuse et collante qui est toxique en cas d'ingestion et est très irritante pour la peau et les yeux.

## Espèces
Le genre comprend 8 espèces : 
- Plumeria acuminata, aux fleurs blanches à centre jaune, les plus parfumées
- Plumeria alba, aux fleurs blanches et jaune au centre
- Plumeria inodora
- Plumeria obtusa
- Plumeria pudica
- Plumeria rubra ou Carmine Flush, aux fleurs rouges à centre jaune
- Plumeria stenopetala
- Plumeria stenophylla

Il existe également des hybrides dans les tons saumon à orange.

## Diffusion

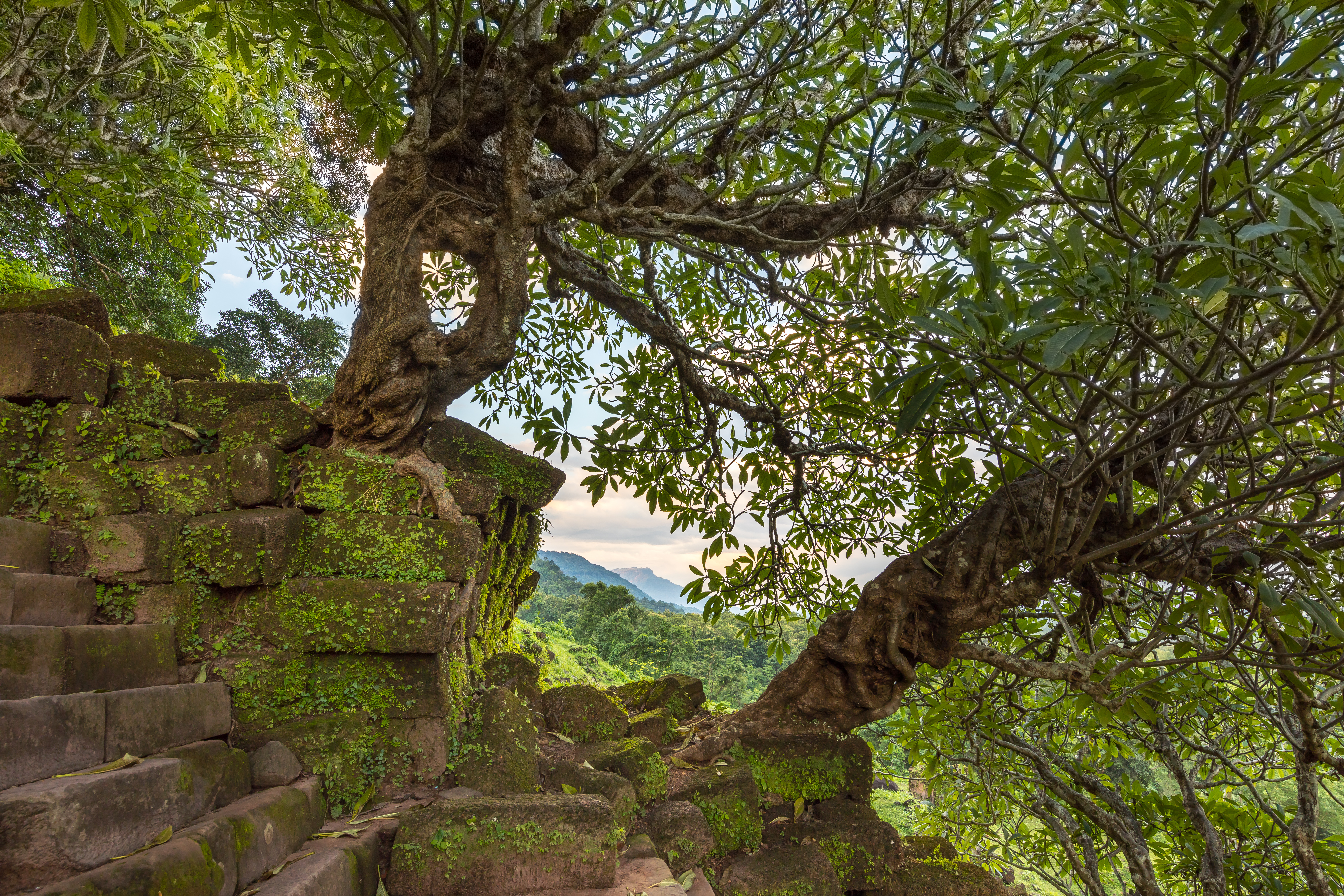
Troncs d'arbres Plumeria (frangipanier) tordus, creux, et penchés, recouvrant les ruines de l'escalier difforme et escarpé, couvert de mousse, du temple Khmer Vat Phou, classé au patrimoine mondial de l'UNESCO, à Champassak, au Laos. Les arbres sont probablement âgés de cent à deux cents ans. Septembre 2019.

Le plumeria a été propagé dans l'ensemble des régions tropicales du monde, notamment à Hawaii, où il pousse en abondance à tel point que beaucoup pensent qu'il est originaire de cette île. Les plumeria sont désormais naturalisés en Asie.

Le plumeria a été introduit en Afrique Subsaharienne sous le régime colonial (au XXe siècle), afin de décorer les jardins d'agrément africains, aux côtés d'autres espèces telles que les bougainvilliers.

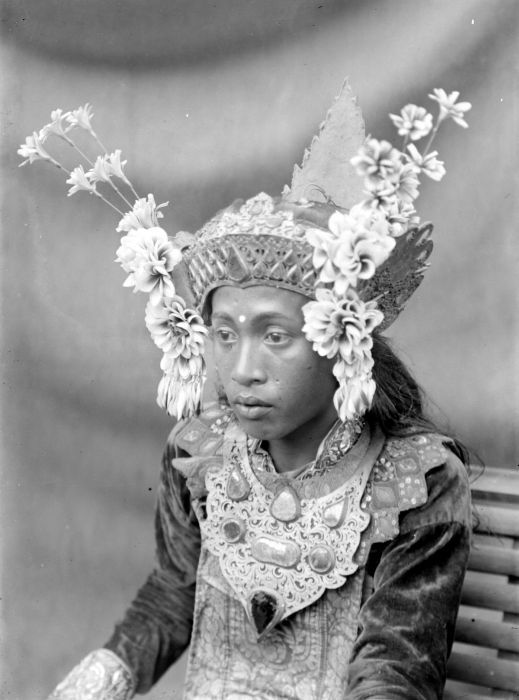
Portrait d'une jeune danseuse balinaise de legong en 1920 portant une tiare ornée de fleurs de frangipanier (kemboja)

## Symbolique
La fleur de frangipanier (Plumeria_alba) est l'un des symboles nationaux du Laos sous le nom de dok champa. Dans certaines croyances populaires, il fournit un abri à des fantômes et des démons. Le parfum du plumeria est associé aux vampires dans le folklore malais. Le plumeria est associé aux temples dans les cultures à la fois hindouiste et bouddhiste. En Thaïlande, il s'appelait autrefois Champa khawm et il fut rebaptisé "Lila wat dii" (également orthographié "Leelawadee") par la princesse Maha Chakri Sirindhorn . Appelé Kemboja en Malaisie et en Indonésie, sa fleur est utilisée en offrandes aux dieux lors des cérémonies religieuses dans les temples à Bali où elle orne également la coiffe des danseuses de legong. Au Bangladesh, les fleurs blanches, et en particulier celles du plumeria (Bengali: চম্পা chômpa ou চাঁপা Chapa), sont associées aux funérailles et à la mort. Aux Comores les fleurs blanches sont associées aux mariages.
Dans plusieurs îles du Pacifique comme Tahiti, Fidji, Hawaï, Nouvelle-Zélande, Tonga et les îles Cook, le plumeria est utilisé pour faire des lei (couronne de fleurs). Dans la culture polynésienne, la fleur peut être portée pour indiquer l'état de leur relation - sur l'oreille droite, si en recherche d'une relation, et sur la gauche si elle est prise.

## Culture

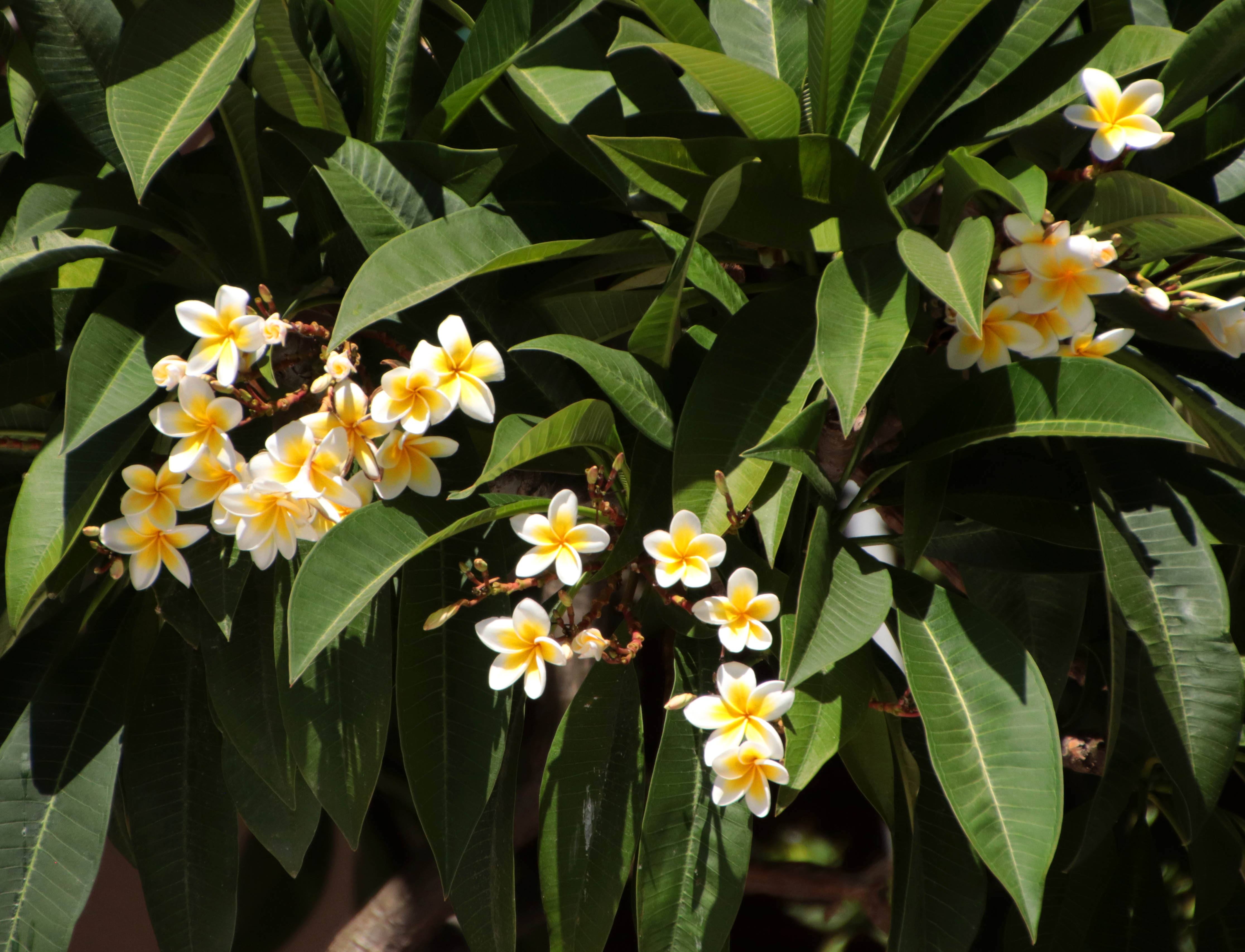
Les plumeria peuvent prospérer sous un climat méditerranéen doux, comme ici à La Canée, en Crète (Grèce).

Le frangipanier se plante dans un substrat bien drainant (mélange de terre végétale, de sable grossier et de terreau s'il se situe dans un bac). Mais il peut être planté également directement dans un sol drainé et assez riche. Dans tous les cas, il doit être exposé en pleine lumière ou plein soleil . En pot, il dépasse rarement 1,50 mètre.
Lorsque le plumeria perd ses feuilles, il est important de cesser l'arrosage pour éviter que la plante pourrisse.

### Multiplication

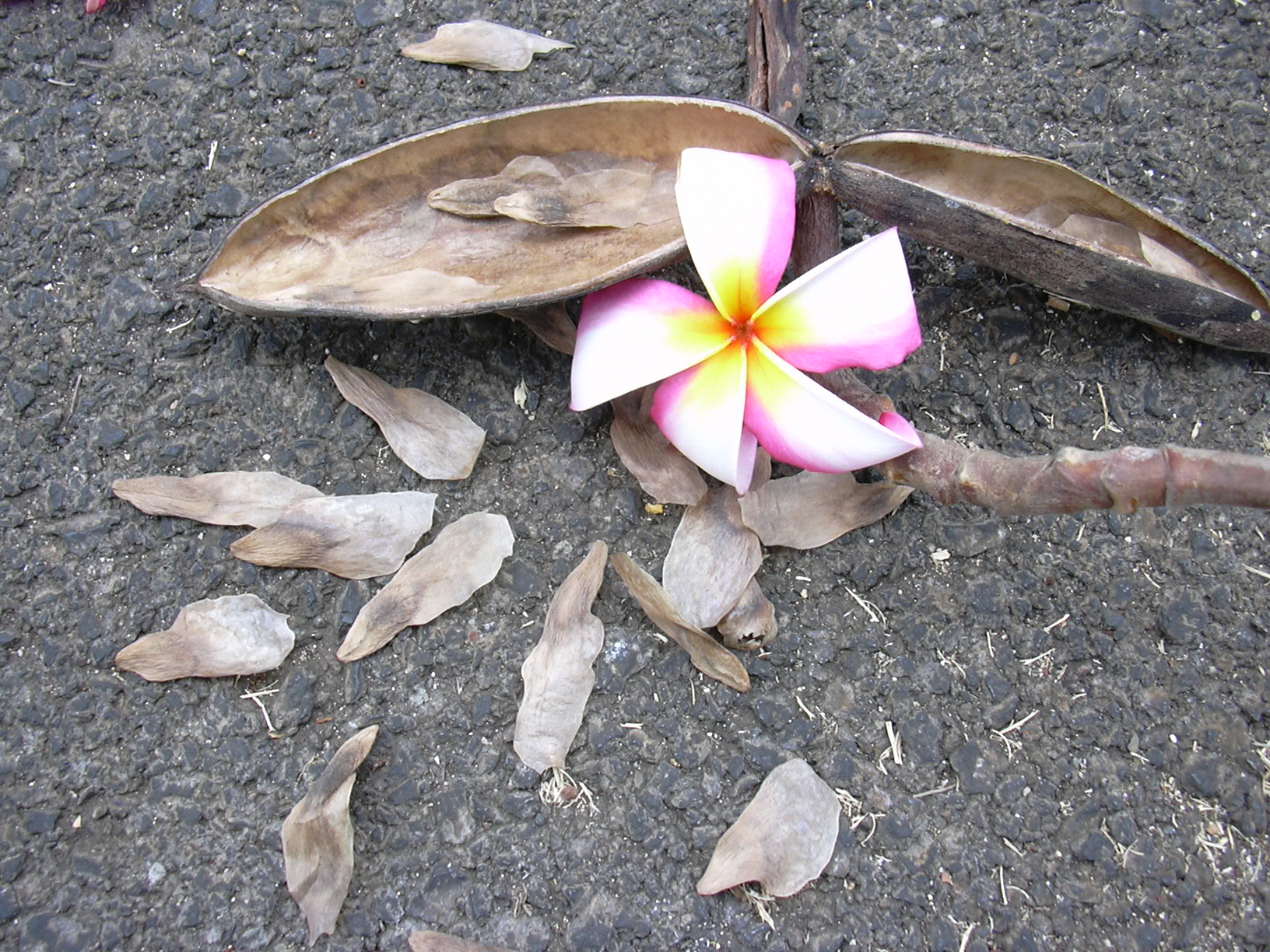
Gousse et graines de Plumeria rubra

Le frangipanier se multiplie facilement par semis de graines fraîches ou par bouturage au printemps.
Pour bouturer les Plumeria, on prélève un rameau terminal d'au moins 30 cm de long qu'on laisse sécher deux semaines pour qu'un cal cicatriciel ait le temps de se former au niveau de la coupe. Si le rameau est feuillu, mieux vaut supprimer toutes les feuilles pour éviter une évaporation qui assècherait la bouture. Humidifier la base de la bouture sur 2 cm puis enduire d'hormone de bouturage pour faciliter la rhizogenèse (mais cela peut fonctionner sans hormone). On plante ensuite la bouture en enterrant environ 10 cm contre un tuteur dans un mélange 50/50 de tourbe et de minéral drainant (perlite, vermiculite ou pumice) qu'on maintient légèrement humide (pas d'arrosage les deux premières semaines et très, très légèrement jusqu'à l'apparition des premières feuilles ou fleurs). Placer dans un endroit chaud et lumineux (mais pas en plein soleil). 1 à 3 mois seront nécessaires pour que la bouture commence à produire des racines.

## Galerie

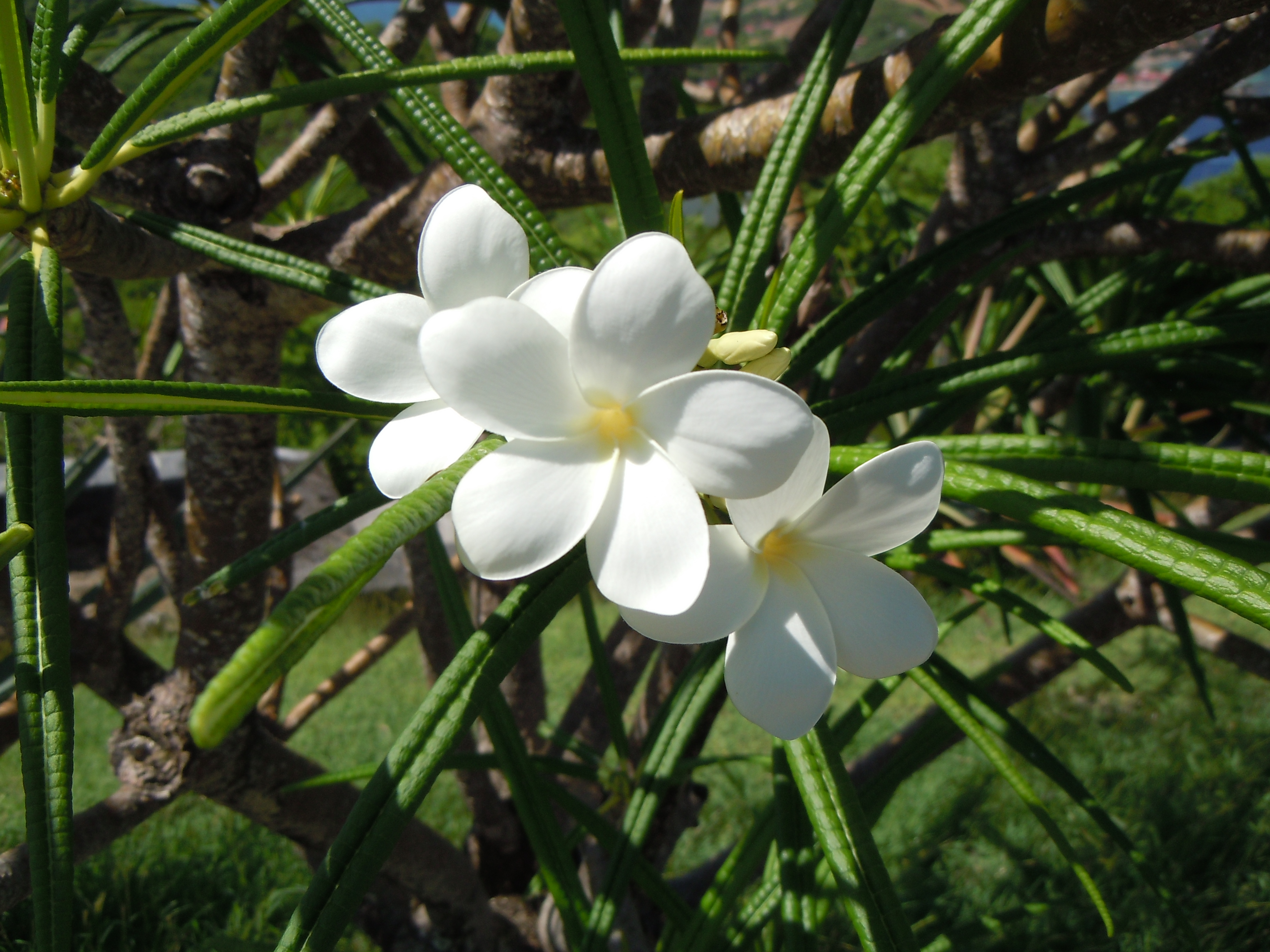
Plumeria alba.
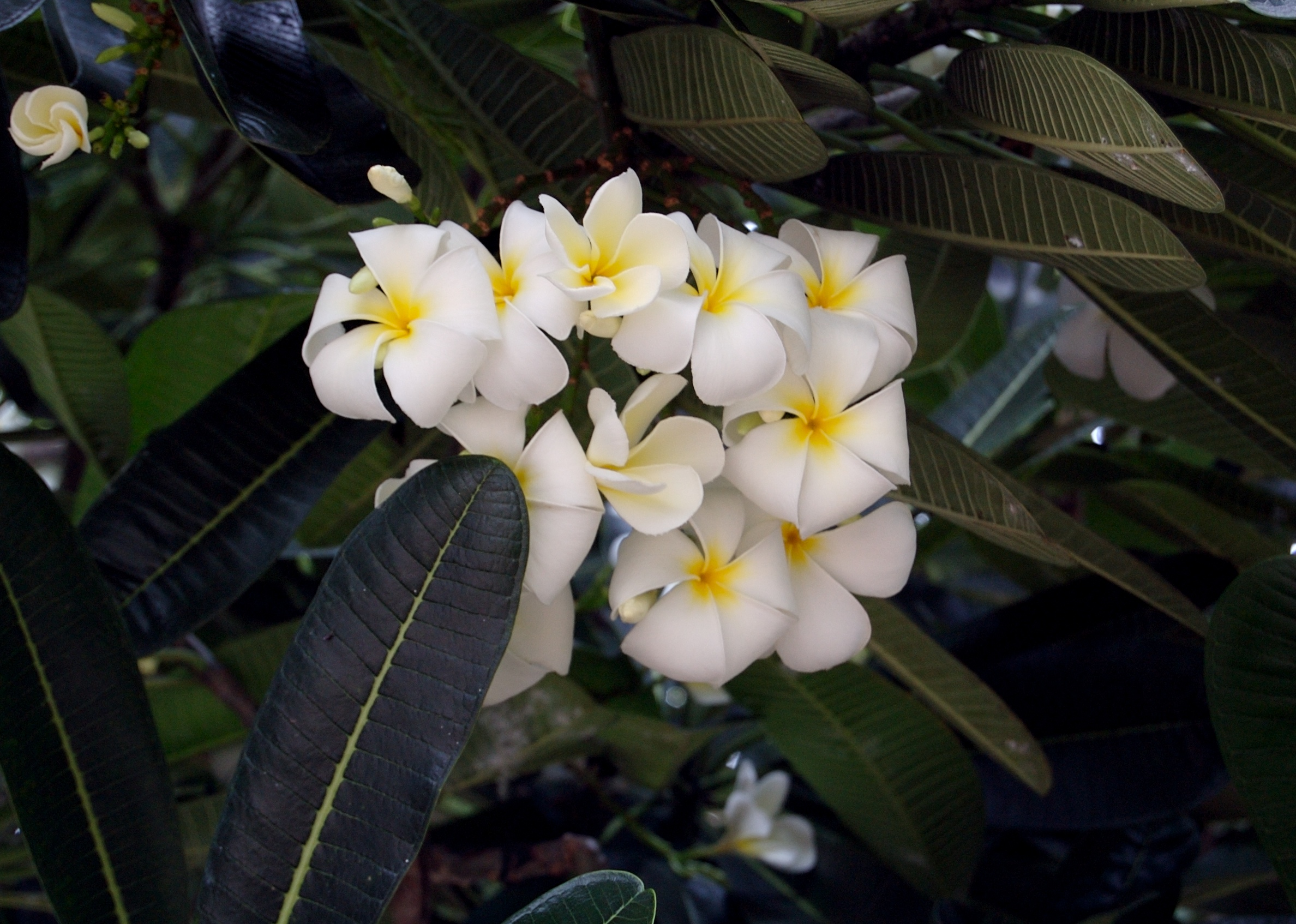
Plumeria obtusa.
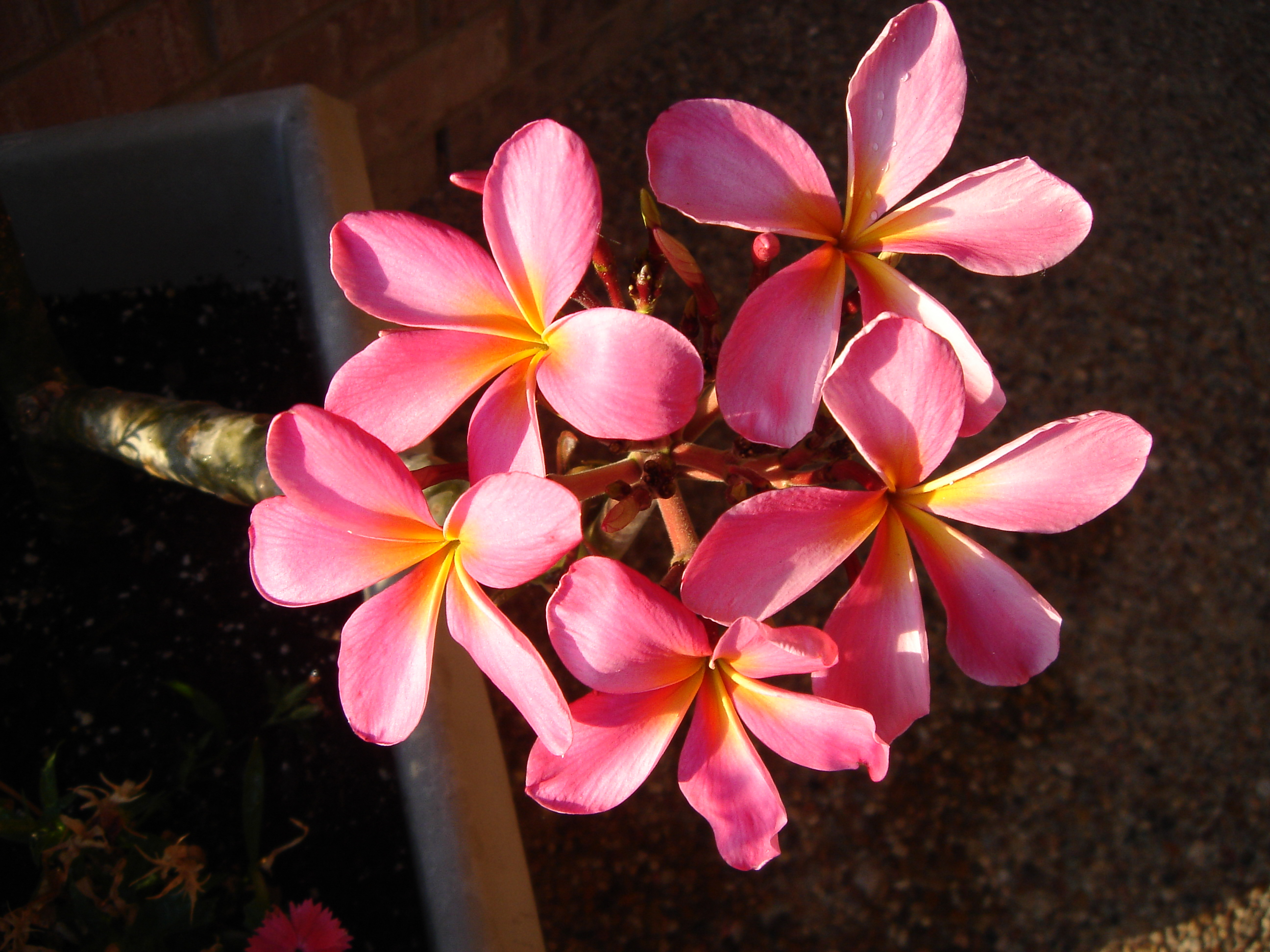
Plumeria rubra.
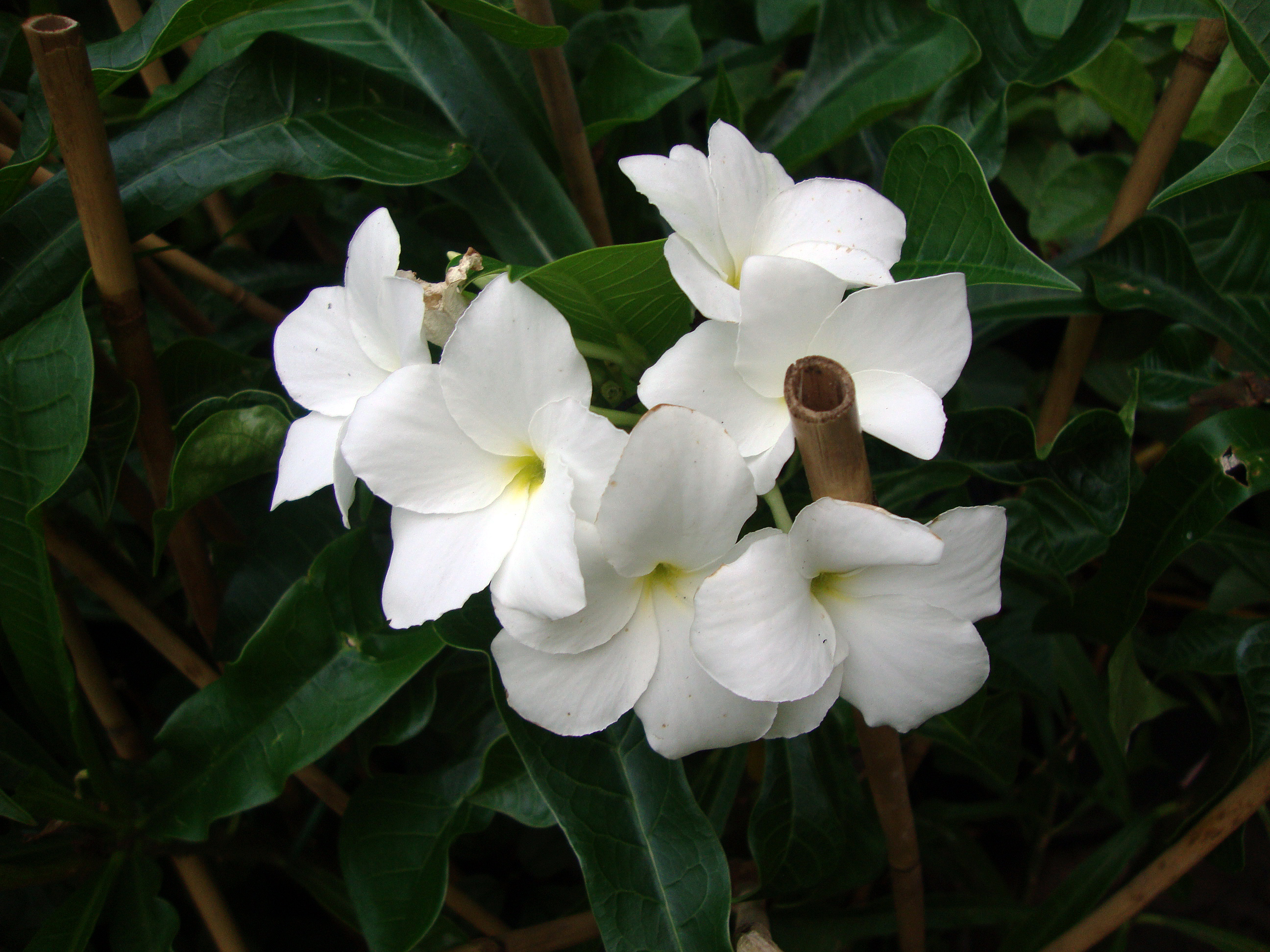
Plumeria pudica.
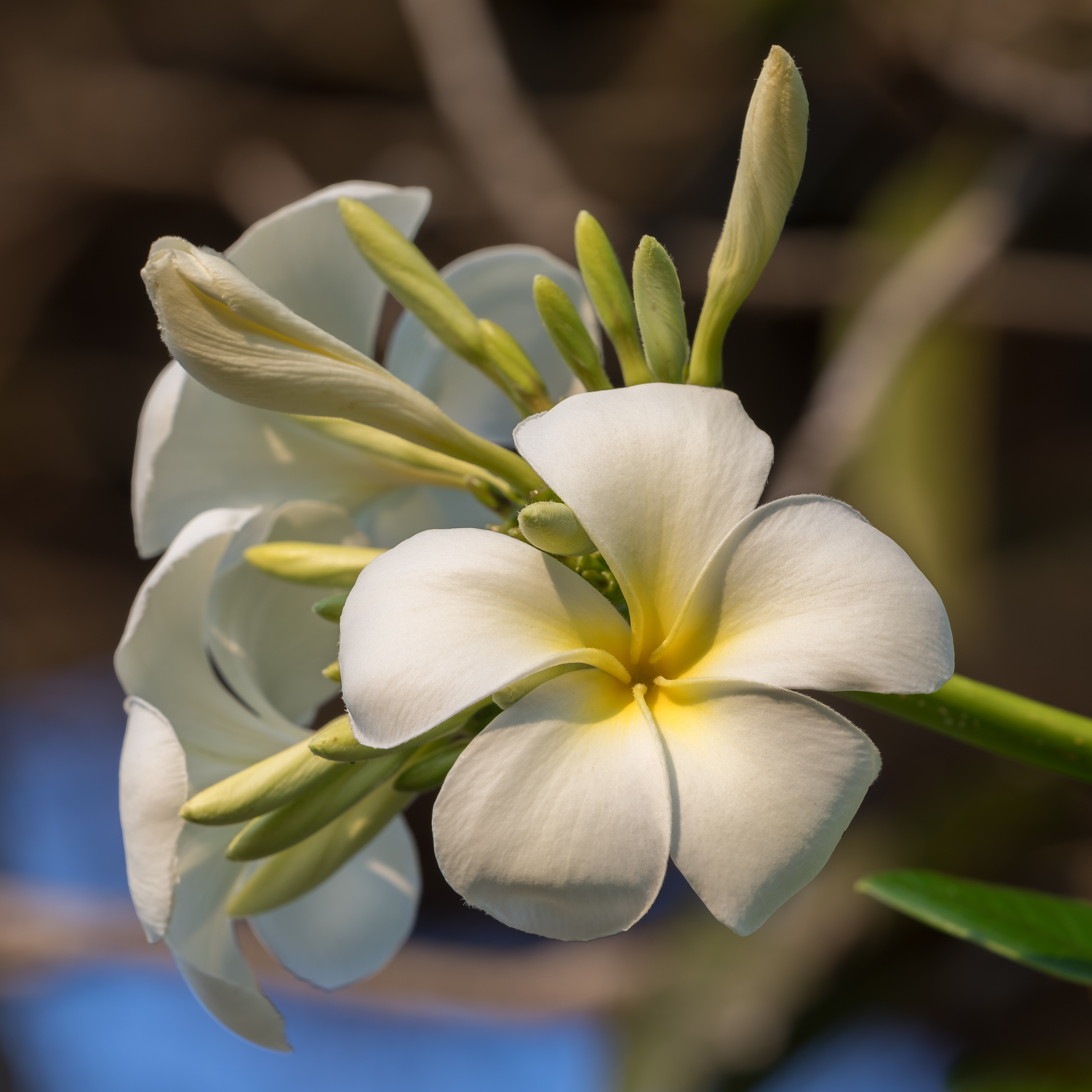
Plumeria (Frangipani) dans le Si Phan Don, Laos.